# Pyrenophora dichondrae
Pyrenophora dichondrae är en svampart som beskrevs av Y. Huang & F. Fang 2008. Pyrenophora dichondrae ingår i släktet Pyrenophora och familjen Pleosporaceae.   Inga underarter finns listade i Catalogue of Life.